# ستيفن في. هاركنيس
ستيفن في. هاركنيس (بالإنجليزية: Stephen V. Harkness)‏ هو شخصية أعمال أمريكي، ولد في 18 نوفمبر 1818 في فايت في الولايات المتحدة، وتوفي في 6 مارس 1888 في فلوريدا في الولايات المتحدة.

## وصلات خارجية
- ستيفن في. هاركنيس على موقع إن إن دي بي (الإنجليزية)